# Planoles
Planoles è un comune spagnolo di 277 abitanti situato nella comunità autonoma della Catalogna.